# Sandjar Ahmadi
Sandjar Ahmadi (Kabul, 10 febbraio 1992) è un ex calciatore afghano, di ruolo centrocampista o attaccante.

## Carriera

### Club
Formatosi nel Concordia Amburgo, passa nel 2011 al SCVM, società con cui milita sino al 2013, anno in cui viene ceduto al TuS Dassendorf. Dopo aver giocato 9 gare con il Mumbai, nel 2014 passa al SCVM. Nel 2015 passa all'Hamm United. Nel 2017 viene acquistato dal V/W Billstedt. Nel 2018 passa al Lohbrügge.

### Nazionale
Ha debuttato in nazionale il 3 dicembre 2011, in India-Afghanistan (1-1). Ha messo a segno le sue prime due reti con la maglia della nazionale il successivo 5 dicembre, in Afghanistan-Sri Lanka (3-1), siglando la rete del momentaneo 1-1 al minuto 22 e la rete del momentaneo 2-1 al minuto 36. Ha partecipato, con la nazionale, alla SAFF Cup 2011 e alla SAFF Cup 2013.

## Statistiche

### Cronologia presenze e reti in nazionale
| Cronologia completa delle presenze e delle reti in nazionale ― Afghanistan | Cronologia completa delle presenze e delle reti in nazionale ― Afghanistan | Cronologia completa delle presenze e delle reti in nazionale ― Afghanistan | Cronologia completa delle presenze e delle reti in nazionale ― Afghanistan | Cronologia completa delle presenze e delle reti in nazionale ― Afghanistan | Cronologia completa delle presenze e delle reti in nazionale ― Afghanistan | Cronologia completa delle presenze e delle reti in nazionale ― Afghanistan | Cronologia completa delle presenze e delle reti in nazionale ― Afghanistan |
| Data                                                                       | Città                                                                      | In casa                                                                    | Risultato                                                                  | Ospiti                                                                     | Competizione                                                               | Reti                                                                       | Note                                                                       |
| -------------------------------------------------------------------------- | -------------------------------------------------------------------------- | -------------------------------------------------------------------------- | -------------------------------------------------------------------------- | -------------------------------------------------------------------------- | -------------------------------------------------------------------------- | -------------------------------------------------------------------------- | -------------------------------------------------------------------------- |
| 3-12-2011                                                                  | Delhi                                                                      | India                                                                      | 1 – 1                                                                      | Afghanistan                                                                | SAFF Cup 2011                                                              | -                                                                          | 93’                                                                        |
| 5-12-2011                                                                  | Delhi                                                                      | Afghanistan                                                                | 3 – 1                                                                      | Sri Lanka                                                                  | SAFF Cup 2011                                                              | 2                                                                          | 56’ 90’                                                                    |
| 7-12-2011                                                                  | Delhi                                                                      | Afghanistan                                                                | 8 – 1                                                                      | Bhutan                                                                     | SAFF Cup 2011                                                              | -                                                                          | 46’                                                                        |
| 9-12-2011                                                                  | Delhi                                                                      | Afghanistan                                                                | 1 – 0                                                                      | Nepal                                                                      | SAFF Cup 2011                                                              | -                                                                          | 118’                                                                       |
| 11-12-2011                                                                 | Delhi                                                                      | India                                                                      | 4 – 0                                                                      | Afghanistan                                                                | SAFF Cup 2011                                                              | -                                                                          | 77’                                                                        |
| 2-3-2013                                                                   | Vientiane                                                                  | Afghanistan                                                                | 1 – 0                                                                      | Sri Lanka                                                                  | Qual. Coppa d'Asia 2015                                                    | -                                                                          | 46’ 78’                                                                    |
| 4-3-2013                                                                   | Vientiane                                                                  | Mongolia                                                                   | 0 – 1                                                                      | Afghanistan                                                                | Qual. Coppa d'Asia 2015                                                    | -                                                                          | 88’                                                                        |
| 6-3-2013                                                                   | Vientiane                                                                  | Laos                                                                       | 1 – 1                                                                      | Afghanistan                                                                | Qual. Coppa d'Asia 2015                                                    | 1                                                                          | 81’                                                                        |
| 20-8-2013                                                                  | Kabul                                                                      | Afghanistan                                                                | 3 – 0                                                                      | Pakistan                                                                   | Amichevole                                                                 | 1                                                                          |                                                                            |
| 2-9-2013                                                                   | Katmandu                                                                   | Afghanistan                                                                | 3 – 0                                                                      | Bhutan                                                                     | SAFF Cup 2013                                                              | -                                                                          | 58’                                                                        |
| 4-9-2013                                                                   | Katmandu                                                                   | Sri Lanka                                                                  | 1 – 3                                                                      | Afghanistan                                                                | SAFF Cup 2013                                                              | -                                                                          | 71’                                                                        |
| 6-9-2013                                                                   | Katmandu                                                                   | Afghanistan                                                                | 0 – 0                                                                      | Maldive                                                                    | SAFF Cup 2013                                                              | -                                                                          | 74’                                                                        |
| 8-9-2013                                                                   | Katmandu                                                                   | Nepal                                                                      | 0 – 1                                                                      | Afghanistan                                                                | SAFF Cup 2013                                                              | 1                                                                          | 96’                                                                        |
| 11-9-2013                                                                  | Katmandu                                                                   | Afghanistan                                                                | 2 – 0                                                                      | India                                                                      | SAFF Cup 2013                                                              | 1                                                                          | 76’                                                                        |
| 13-4-2014                                                                  | Dubai                                                                      | Afghanistan                                                                | 0 – 0                                                                      | Kirghizistan                                                               | Amichevole                                                                 | -                                                                          | 81’                                                                        |
| 4-5-2014                                                                   | Dušanbe                                                                    | Tagikistan                                                                 | 1 – 0                                                                      | Afghanistan                                                                | Amichevole                                                                 | -                                                                          |                                                                            |
| 12-5-2014                                                                  | Madinat al-Kuwait                                                          | Afghanistan                                                                | 1 – 0                                                                      | Kirghizistan                                                               | Amichevole                                                                 | -                                                                          |                                                                            |
| 22-5-2014                                                                  | Addu City                                                                  | Afghanistan                                                                | 3 – 1                                                                      | Turkmenistan                                                               | Qual. Coppa d'Asia 2015                                                    | -                                                                          | 70’                                                                        |
| 24-5-2014                                                                  | Addu City                                                                  | Afghanistan                                                                | 0 – 0                                                                      | Laos                                                                       | Qual. Coppa d'Asia 2015                                                    | -                                                                          | 88’                                                                        |
| 27-5-2014                                                                  | Malé                                                                       | Palestina                                                                  | 2 – 0                                                                      | Afghanistan                                                                | Qual. Coppa d'Asia 2015                                                    | -                                                                          | 81’                                                                        |
| 29-5-2014                                                                  | Malé                                                                       | Maldive                                                                    | 1 – 1                                                                      | Afghanistan                                                                | Qual. Coppa d'Asia 2015                                                    | -                                                                          | 105’                                                                       |
| 2-6-2015                                                                   | Dacca                                                                      | Bangladesh                                                                 | 1 – 1                                                                      | Afghanistan                                                                | Amichevole                                                                 | -                                                                          | 46’                                                                        |
| Totale                                                                     |                                                                            | Presenze                                                                   | 22                                                                         |                                                                            | Reti                                                                       | 6                                                                          |                                                                            |

## Palmarès

### Nazionale
- Coppa della federazione calcistica dell'Asia meridionale: 1

2013